# مقتر (العدين)

تعديل مصدري - تعديل

مقتر محلة تابعة لقرية الحداني، التابعة لعزلة الجبلين بمديرية العدين إحدى مديريات محافظة إب في الجمهورية اليمنية.، بلغ تعداد سكانها 37 حسب تعداد اليمن لعام 2004.